# Ryan Robbins (Fußballspieler)
Ryan Robbins (* 7. April 1988 in Leicester) ist ein britischer Fußballspieler, der für die Nationalmannschaft von St. Kitts und Nevis spielt.

## Karriere

### Vereinskarriere
Robbins spielte nach mehreren Wechseln ab 2013 als Stürmer für den Stamford AFC in der höchsten Spielklasse der Northern Premier League. Danach wechselte er im Sommer 2015 zu Boston United. Im Januar 2016 wurde er für zwei Monate an Corby Town verliehen.

### Nationalmannschaftskarriere
Robbins debütierte am 28. März 2015 im Qualifikationsspiel der WM 2018 beim 6:2 gegen die Turks- und Caicosinseln für die Fußballnationalmannschaft von St. Kitts und Nevis. Im Hinspiel dieser Begegnung schoss er ebenfalls sein erstes Nationalmannschaftstor.